# Juan Antonio González Gracia
Juan Antonio González Gracia (Puebla de la Calzada, 25 de febrer de 1978) és un polític espanyol.
Nascut el 25 de febrer de 1978 al municipi pacense de Puebla de la Calzada, es va llicenciar en Ciències Polítiques i Sociologia a la Universitat de Granada.
Tinent d'alcalde a la seva localitat natal, va ser escollit com a substitut de l'alcaldessa Adela Cupido. Va exercir d'alcalde entre 2007 i 2015. També va ser diputat provincial de Badajoz (2011-2015).
Nombre tretze de la llista de la coalició PSOE-SIEX en la província de Badajoz per a les eleccions a l'Assemblea d'Extremadura de 2015, fou elegit diputat de la novena legislatura.